# Theodor-Heuss-Straße 149 (Mönchengladbach)

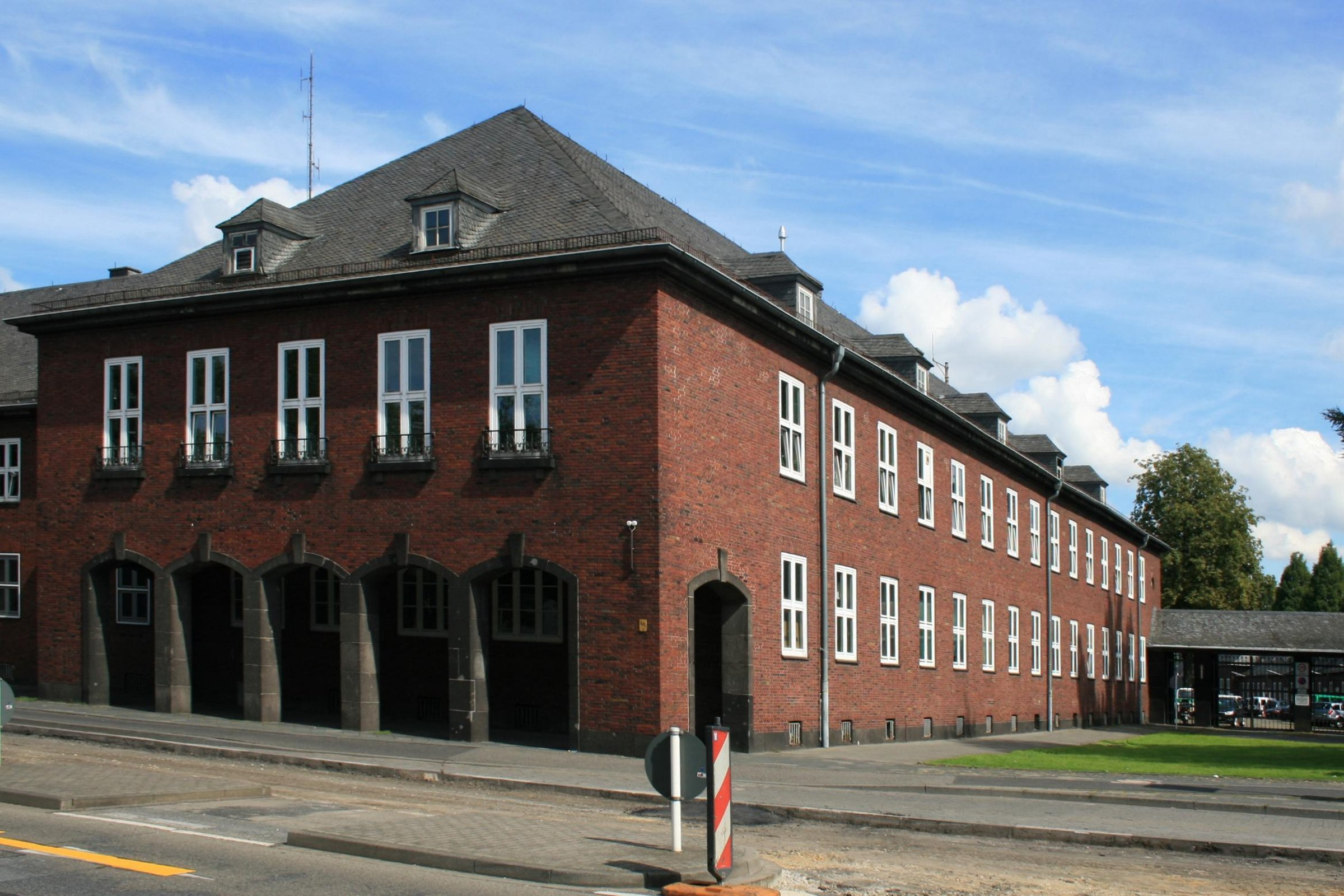
Ehemalige Polizeikaserne (2010)

Die ehemalige Polizeikaserne Theodor-Heuss-Straße 149 steht in Mönchengladbach (Nordrhein-Westfalen) im Stadtteil Dahl.
Das Gebäude wurde 1938/39 erbaut und unter Nr. T 008a am 9. August 1988 in die Denkmalliste der Stadt Mönchengladbach eingetragen.

## Nutzung
Die Planung des Gebäudes begann während der Zeit der Stadt Gladbach-Rheydt. Die Kaserne sollte im Zentrum der neuen Stadt liegen, sie wurde jedoch erst nach der 1933 erfolgten erneuten Trennung der Städte Rheydt und München-Gladbach im Jahr 1939 fertiggestellt und bezogen. Von 1946 bis zu dessen Umzug an die Krefelder Straße im Juli 2018 war das Gebäude Sitz des Polizeipräsidiums Mönchengladbach. Anschließend wurde es von der Polizeiwache Rheydt während der Renovierung ihres Gebäudes an der Vierhausstraße bis Anfang November 2019 genutzt. Mit der Rückkehr der Polizeiwache an die Vierhausstraße endete die Nutzung des Gebäudes Theodor-Heuss-Straße 149 durch die Polizei. Für die Nachnutzung des Geländes und der Gebäude, die sich im Besitz des Bau- und Liegenschaftsbetriebs Nordrhein-Westfalen befinden, sind die Hochschule Niederrhein und ein hochschulnahes Innovationszentrum in der Diskussion.

## Architektur
Die einzelnen Gebäude der ehemaligen Polizeikaserne wurden in den Jahren 1938/39 erbaut. Der zweigeschossige Verwaltungsbau und die anderen eingeschossigen Gebäude sind mit schiefergedeckten Walmdächern versehen und in Ziegelbauweise ausgeführt. Eine verbindende überdachte Toranlage zum zurückgesetzten Werkstattbereich erschließt das Gesamtareal. Dem parallel zugeordnet steht eine Kraftfahrzeughalle. Ein Gewahrsamstrakt grenzt den Hof nach Westen ab. Die im Norden gelegene kammartig zum Sportplatz geöffnete Gebäudegruppe aus Turn- und Reithalle und verbindende Nebengebäude bildet einen stark akzentuierten Abschluss.
In seiner Substanz ungestört ist diese Anlage ein sehr anschauliches Beispiel einer Polizeikaserne der späten 1930er Jahre in ihrer nach Funktion und Bedeutung ablesbaren Unterscheidung.